# Воронежско-Касторненская операция (1943)
Воронежско-Касторненская операция (24 января — 17 февраля 1943) — фронтовая наступательная операция вооружённых сил СССР против войск Германии и Венгрии в ходе Великой Отечественной войны. Часть Воронежско-Харьковской стратегической наступательной операции.

## Предыстория
Блестящие результаты Острогожско-Россошанской операции создали благоприятные условия для разгрома противника на участке Воронеж — Касторное. Здесь на фронте более 300 км сосредоточились основные силы 2-й немецкой армии в составе 12 дивизий. В результате Острогожско-Россошанской операции эти войска противника были зажаты советскими войсками с трёх сторон.
По замыслу Воронежско-Касторненская операция была классическим манёвром на окружение. Точкой приложения сил был избран поселок и железнодорожный узел Касторное, в основании выступа. С севера на поселок должны были наступать 13-я Брянского фронта и 38-я армия Воронежского фронта, с юга 40-я армия Воронежского фронта. Соединение их в районе Касторного позволяло отсечь основные силы немецкой 2-й армии и уничтожить их в «котле». Одновременно 60-я армия должна была наступать на Воронеж строго с востока, охватив город с юга и севера и взяв войска противника в «клещи».
Операцию облегчал тот факт, что после Острогожско-Россошанской операции южный фланг немецкой 2-й армии был серьёзно ослаблен. Позиции на южном фасе выступа занимали подразделения, безуспешно наносившие контрудар во время Острогожско-Россошанской операции (группа «Зиберт», включавшая 68-ю и 57-ю пехотные дивизии).
Не менее благоприятная для советских войск обстановка сложилась к тому времени и на левом крыле Воронежского фронта. В полосе наступления его объединений немецкое командование не имело сил, чтобы надежно закрыть брешь, образовавшуюся в оперативном построении своих войск. Отсутствие сколько-нибудь крупных сил врага на рубежах рек Оскол и Северский Донец открывало широкие перспективы для ведения наступления на харьковском направлении.

## Замысел
Замысел Воронежско-Касторенской операции состоял в том, чтобы ударом по сходящимся на Касторное направлениям окружить и уничтожить основные силы 2-й немецкой армии, освободить железную дорогу Елец — Валуйки и тем самым создать условия для ведения наступления на Курск и Харьков. Главный удар в направлении Касторного наносили 13-я армия (генерал-майор Н. П. Пухов) Брянского фронта, а также 40-я армия и 4-й танковый корпус Воронежского фронта. В полосе последнего также планировались два вспомогательных удара силами 38-й (генерал-лейтенант Н. Е. Чибисов) и 60-й (генерал-майор И. Д. Черняховский) армий. Авиационное обеспечение боевых действий возлагалось на 15-ю воздушную армию (генерал-майор авиации И. Г. Пятыхин) Брянского фронта и часть сил 2-й воздушной армии (генерал-майора авиации К. Н. Смирнов) Воронежского фронта.
Всего для участия в операции из состава обоих фронтов привлекалось в общей сложности двадцать семь стрелковых дивизий, семь стрелковых бригад, вся артиллерия Резерва Верховного Главнокомандования, два танковых корпуса, восемь отдельных танковых бригад, три отдельных танковых полка и два отдельных танковых батальона. Из этого количества сил и средств планировалось сосредоточить на избранных для нанесения ударов направлениях 72 % стрелковых войск, 90 % артиллерийских средств и все 100 % танковых войск.
Начало наступления командующими фронтами устанавливалось: для 40-й армии — 24 января, для 60-й армии — 25 января, для 38-й и 13-й армий — 26 января.
Оперативное построение армий было приказано иметь в два эшелона, кроме 38-й армии, которая должна была наступать в одном эшелоне.
К артиллерийской подготовке в обоих фронтах привлекалось 3664 орудия и миномета. Средние артиллерийские плотности на участках прорыва были следующие: в 13-й армии — 92, в 38-й и 60-й — 50 и в 40-й — 40 орудий и минометов на 1 км фронта.
Планирование использования артиллерии на обоих фронтах было осуществлено в армиях.
Продолжительность артиллерийской подготовки атаки намечалась: в 13-й армии — 65 минут, в 38-й армии — 90 минут, в 60-й армии — 100 минут и в 40-й армии — 30 минут. Артиллерийская поддержка атаки (последовательным сосредоточением огня) планировалась только в одной 13-й армии.

## Положение сил РККА
Плотность орудий, выделенных для стрельбы прямой наводкой, в различных армиях колебалась от семи до девяти орудии на 1 км фронта прорыва.
Для создания артиллерийских групп поддержки пехоты каждая стрелковая дивизия была усилена в среднем двумя-тремя артиллерийскими или минометными полками.
Армейские артиллерийские группы были созданы в 13, 40 и 60-й армиях. В их состав входило от двух полков (40-я армия) до одной артиллерийской дивизии (13-я армия). В 13-й армии также была создана армейская группа реактивной артиллерии в составе одной артиллерийской дивизии, двух полков и одного отдельного дивизиона реактивной артиллерии.
Для авиационного обеспечения операции в 15-й армии имелось 407 исправных самолетов, а из 2-й воздушной армии привлекалось около 120 самолетов.
Планом боевого применения 15-й воздушной армии намечалось проведение авиационной подготовки атаки на участке прорыва 13-й армии.
В результате произведенных перегруппировок войска Брянского н Воронежского фронтов к началу операции заняли следующее положение.
В 13-й армии, действовавшей в 46-километровой полосе, ударная группировка была сосредоточена на 18-километровом фронте между реками Кшень и Олым. В первом эшелоне ударной группировки находились четыре стрелковые дивизии, одна танковая бригада и три танковых полка; во втором эшелоне — три стрелковые дивизии и 129-я танковая бригада. В полосе 13-й армии был сосредоточен резерв фронта — две стрелковые дивизии и один танковый корпус.
В 38-й армии ударная группировка была развернута на 14-километровом фронте от Козинки до Озерки и имела две стрелковые дивизии, танковую бригаду и танковый батальон; все силы — в одном эшелоне. За ударной группировкой в резерве армии находились одна стрелковая дивизия, курсы младших лейтенантов и танковый батальон.
60-я армия, получив от 40-й армии 22-километровый участок от р. Дон до Семидесятское, свою ударную группировку развернула на левом фланге, на участке фронта в 12 км; в ее первом эшелоне находились две стрелковые дивизии, одна стрелковая и три танковые бригады; во втором эшелоне — одна стрелковая дивизия.
40-я армия действовала в полосе шириной 50 км. В первом эшелоне было развернуто пять стрелковых дивизий, одна стрелковая и одна танковая бригады; во втором — три лыжно-стрелковые бригады и 305-я стрелковая дивизия, выдвигавшаяся из района Алексеевки в полосу наступления армии. 4-й танковый корпус занял исходные позиции в полосах 309-й и 107-й стрелковых дивизий, имея ближайшей задачей совместно с этими дивизиями прорывать оборону противника, а затем развивать успех на Касторное. Главные силы 40-й армии были сосредоточены в центре на 30-километровом фронте, где в первом эшелоне находились четыре стрелковые дивизии и все танковые войска.

## Первый этап операции. Окружение частей 2-й немецкой армии
24 января 1943 года началось наступление на южном фланге (40-я армия, 4-й танковый корпус).
Наступление 40-й армии развивалось медленно. Метель (и, как следствие, плохая видимость) снизила эффективность артподготовки. Наступающие были вынуждены преодолевать глубокие снежные заносы. Из-за глубокого снежного покрова боевые действия в основном велись вдоль дорог. Противник, не имея подготовленных оборонительных рубежей, оказывал тем не менее упорное сопротивление в населенных пунктах, превращенных им в узлы сопротивления. Поэтому к утру следующего дня стрелковые дивизии армии смогли продвинуться лишь на 5-6 км. 4-й танковый корпус также не выполнил поставленную задачу. Он не смог оторваться от стрелковых частей, так как двигался только по одной дороге, проходимой лишь для средних танков. Поэтому все легкие танки, а также колесный транспорт отстали. Тем не менее, 25 января сопротивление противника было сломлено, 4-й танковый корпус ворвался в Горшечное.
Утром 25 января командующий войсками фронта потребовал от командующего 40-й армией и командира 4-го танкового корпуса нарастить темпы наступления. Вскоре они сломили сопротивление врага, и к исходу дня глубина их вклинения в оборону немецких войск достигла 20—25 км. Стремительное продвижение танковых и стрелковых соединений создало угрозу окружения для воронежской группировки противника, которая спешно начала отход. В тот же день, 25 января, Воронеж был освобожден.
25 января 60-я армия перешла в наступление с востока, и полностью очистила от немцев Воронеж.
26 января началось наступление северного фланга советских войск: 13-й и 38-й армий. По сравнению с предыдущими днями сражения, погода улучшилась, что позволило поддержать наступление авиацией в лице 15-й воздушной армии. К исходу дня оборона немецких войск была прорвана.
К вечеру 26 января за спиной немецких войск к западу от Воронежа ещё оставался коридор шириной около 60 км. Запечатать намечающееся окружение могли танковые части. На следующий день в наступление перешли 13, 38 и 60-я армии. Соединения 13-й и 38-й армий прорвали оборону противника и к исходу 27 января продвинулись на различных участках на 10–20 км. 60-я армия наступала менее успешно, ее дивизиям удалось вклиниться во вражескую оборону только на 3–5 км. Одновременно 40-я армия освободила важный узел обороны противника – Горшечное и охватила с трех сторон вражеский гарнизон в Старом Осколе. 27 января 4-й танковый корпус генерала Кравченко (усиливавший 40-ю армию) нанёс глубокий удар на север. Поскольку подача топлива корпусу была затруднена снежными заносами, снабжение частично осуществлялось самолетами У-2. Корпусу удалось к вечеру 27 числа выйти на южные окраины Касторного — «точки рандеву» наступающих армий. На следующий день к посёлку подошли передовые отряды 13-й и 38-й армий с севера и востока соответственно. Начался штурм посёлка. 29 января Касторное было взято. Таким образом, коммуникации восьми дивизий Вермахта и двух венгерских дивизий (в составе двух армейских корпусов — 7-го и 13-го) оказались перерезаны.
28 января ударные группы 13-й, 40-й и 38-й армий стали быстро продвигаться к Касторному, и вскоре город был очищен от противника. Окружение воронежско-касторенской группировки врага было завершено.
Однако сплошного фронта вокруг группировки врага еще создано не было. Также не было принято мер и к ее расчленению и уничтожению. Между Касторное и Быково, то есть между 4-м танковым корпусом, находившимся в районе Касторное, Лачиново, и 25-й гвардейской стрелковой дивизией 40-й армии, действовавшей в районе Быково, оставался не занятый советскими войсками промежуток в 25 км. Такой же промежуток оставался и между Горшечное и Старым Осколом. На всем 50-километровом фронте от Касторное до Старого Оскола находились только части одной 25-й гвардейской стрелковой дивизии.
В такой обстановке Ставка приказала генералам Голикову и Рейтеру оставить строго необходимое количество войск для ликвидации окруженного противника, а основными силами развивать успех на курском и харьковском направлениях.
Выполняя эти указания, генерал Голиков поставил перед войсками новые задачи: 38-я армия должна была нанести удар на Обоянь, 40-я – на Белгород, а 60-я – на Курск. Следовательно, борьба с окруженной вражеской группировкой отодвигалась на второй план. Считалось, что ее разгром завершится в короткие сроки без привлечения значительных сил и снижения темпов наступления. Поэтому для выполнения этой задачи привлекалась только часть сил 38-й армии. В результате сплошного фронта окружения, как и ранее, создать не удалось.

## Развитие наступления РККА. Прорыв остатков окружённых войск из «котла»

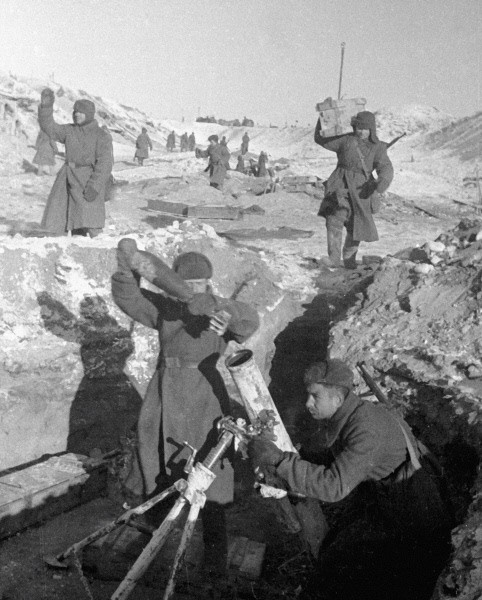
Бойцы батареи полковых 120-мм миномётов ведут огонь по немецким позициям, 22 января 1943 года.

Окружение между Касторным и Воронежем крупных сил вермахта открыло перспективу освобождения значительной территории. Ставка сочла необходимым продвинуть войска двух фронтов на максимальную глубину прежде, чем противник сумеет выстроить устойчивый фронт взамен рухнувшего. По этой причине задействованные в операции войска разворачивались на запад для наступления на Старый Оскол, Курск и Харьков. Уничтожение окруженной группировки возлагалось на 38-ю армию, которая после завершения сражения должна была присоединиться к удару на Харьков. Уничтожение остатков разбитых немецких корпусов перестало быть приоритетной задачей.
Такое распределение сил привело к относительно успешному прорыву остатков 2-й армии из окружения. 29 января им удалось выбить советские части из Горшечного (населённый пункт к югу от Касторного). Дальнейший прорыв из «котла» немцы вели тремя отдельными группами. Группа Бекемана включала остатки 75-й, 340-й, 377-й немецких дивизий и обе венгерские дивизии — 6-ю и 9-ю, и насчитывала около 10 тысяч человек. Группа Зиберта состояла из остатков 57-й, 68-й и 323-й пехотных дивизий, около 8 тысяч солдат и офицеров. Группа Гольвитцера включала остатки 26-й и 88-й пехотных дивизий. Окружение постепенно смещалось на запад, в итоге 12—15 февраля потрепанные группы Гольвитцера и Зиберта вышли из окружения в районе Обояни. Группа Бекемана была отсечена и разгромлена. Таким образом из 125 тыс. человек из окружения смогли вырваться менее 25 тыс. Все складские запасы и тяжёлое вооружение было потеряно.
В этих боях большие потери понес командный состав окружённых частей. 27 января был тяжело ранен, и спустя четыре дня умер командир 82-й пехотной дивизии генерал-лейтенант Альфред Бентш (Baentsch). Также в котле был убит командир 377-й пехотной дивизии генерал-майор Адольф Лехнер (Lechner). Также 2 февраля погиб командир 323-й пехотной дивизии полковник Андреас Небауер (Nebauer).
Пока длилось сражение с окруженными частями, 40-я и 60-я армии очистили от противника Белгород и Курск, а 16 февраля 38-я армия подошла к Обояни и к утру 18 февраля выбила оттуда остатки вырвавшихся из окружения частей.

## Итоги операции

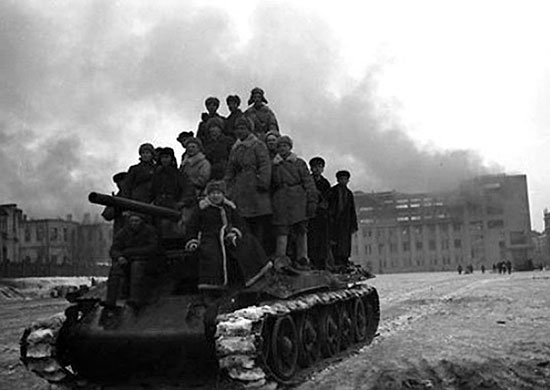
В освобожденном Воронеже. 25 января 1943 г.

В результате операции была разгромлена крупная группировка вермахта и освобождена большая часть Воронежской и Курской областей, в частности города Старый Оскол и Воронеж. Немецкий фронт на данном направлении рухнул, в нём образовалась 400-километровая брешь от Ливен до Купянска. Немецкие и венгерские войска потеряли только пленными 86 тыс. человек. Кроме того, успешное окружение войск противника позволило сравнительно легко освободить Курск и Белгород. Войска Оси понесли крайне тяжёлые потери, лишились почти всей техники и большей части личного состава.
В ходе операции было нанесено поражение одиннадцати дивизиям 2-й немецкой армии и 3-му армейскому корпусу 2-й венгерской армии. Немецкое командование окончательно лишилось р. Дон как выгодного для обороны рубежа. Были созданы необходимые условия для проведения последующей наступательной операции советских войск на курском и харьковском направлениях.
Курт Типпельскирх итог сражения оценивает следующим образом: 

Потери 2-й немецкой армии были очень большими, на 2-ю венгерскую армию вообще больше не приходилось рассчитывать. Введённый в её полосе немецкий армейский корпус отошел с боями за реку Оскол. Остатки Альпийского корпуса и 24-го танкового корпуса также не могли больше вести боевые действия.
— Курт Типпельскирх. История Второй мировой войны.с 362 